# Auburn (Nuevo Hampshire)
Auburn es un pueblo ubicado en el condado de Rockingham en el estado estadounidense de Nuevo Hampshire. En el Censo de 2010 tenía una población de 4.953 habitantes y una densidad poblacional de 66,63 personas por km².

## Geografía
Auburn se encuentra ubicado en las coordenadas 42°59′49″N 71°21′57″O / 42.99694, -71.36583. Según la Oficina del Censo de los Estados Unidos, Auburn tiene una superficie total de 74.34 km², de la cual 65.27 km² corresponden a tierra firme y (12.2%) 9.07 km² es agua.

## Demografía
Según el censo de 2010, había 4.953 personas residiendo en Auburn. La densidad de población era de 66,63 hab./km². De los 4.953 habitantes, Auburn estaba compuesto por el 97.13% blancos, el 0.36% eran afroamericanos, el 0.2% eran amerindios, el 0.79% eran asiáticos, el 0% eran isleños del Pacífico, el 0.4% eran de otras razas y el 1.11% pertenecían a dos o más razas. Del total de la población el 1.76% eran hispanos o latinos de cualquier raza.